# Otaslavice
Otaslavice är en ort i Tjeckien.   Den ligger i regionen Olomouc, i den östra delen av landet, 210 km öster om huvudstaden Prag. Otaslavice ligger 252 meter över havet och antalet invånare är 1 275.
Terrängen runt Otaslavice är huvudsakligen platt, men västerut är den kuperad. Runt Otaslavice är det ganska tätbefolkat, med 116 invånare per kvadratkilometer. Närmaste större samhälle är Prostějov, 9,7 km norr om Otaslavice. Trakten runt Otaslavice består till största delen av jordbruksmark.